# LifeTable
LifeTable (alias český Surface) je počítač s dotykovou obrazovkou zabudovaný do stolu restaurace. Stěžejní součástí řešení jsou terminály přímo zabudované do stolů, prostřednictvím kterých mohou hosté provádět objednávky nebo se zabavit. Hlavní funkcí je zobrazení elektronického jídelního lístku a možnost objednání, přístup na internetový prohlížeč, hraní her, poslech hudby prostřednictvím audio JukeBoxu a interakce s okolními stoly. Konzumované pokrmy lze hodnotit a inspirovat tak další návštěvníky, případně upozornit majitele podniku na neodpovídající kvalitu servírovaného pokrmu. LifeTable nabízí i využití pro reklamu.
Základem terminálu je kvalitní displej technologie PVA, nabízející dobré pozorovací úhly, který je vybaven kapacitní dotykovou technologií a odolným krycím sklem. Na míru postavený počítač pracuje s procesorem Intel Core i3 a běží na něm terminálová aplikace postavená na WPF pod Windows 7. Libovolný počet terminálů pak ještě doplňuje číšnická konzole, případně konzole pro DJ, vše se pak řídí z administrátorské stanice.
Světová novinka LifeTable byla poprvé představena veřejnosti 6. října 2011 na veletrhu For Gastro & Hotel 2011 v Praze. Jedná se o počítač zabudovaný do stolu, který se ovládá pomocí dotykové obrazovky. Prvních komerční instalace 8 terminálů se uskutečnila 9. listopadu 2011, kdy LifeTable začal sloužit hostům restauračního zařízení a hudebního klubu Dog’s Bollocks v Praze na Smíchově.
Velmi rychle si myšlenka interaktivní kavárny s dotykovými stoly našla své příznivce z řad veřejnosti i médií. 

Objevily se ale také kritické hlasy.

19. března 2013 bylo instalováno 9 dotykových stolů LifeTable do K. U. Bar Lounge v Praze poblíž Václavského náměstí. Tímto se celkový počet dotykových stolů v segmentu HORECA přiblížil stovce kusů v Česku a na Slovensku.
Největší instalace dotykových stolů LifeTable v počtu 14 kusů byla k datu 19. června 2013 k vidění v pražském podniku TopGear Bar.